# Алябьевы
Аля́бьевы (Олябьевы) — старинный столбовой дворянский род России.
Его родоначальником считается некий Александр, выехавший из Польши на службу великому князю Василию III Ивановичу и пожалованный имениями в муромских волостях. Его внук Савва Михайлович был послан в 1537 году гонцом в Польшу, просить «опасной грамоты» для проезда российского посла к Цесарю Карлу V. В 1573 году опричниками Ивана Грозного числились: Голова Афанасьев, Савелий Головин.
Различные представители рода Алябьевых служили стольниками, дьяками, головами и воеводами.

## Известные представители
- Алябьев Семен Федорович — первый воевода сторожевого полка в Коломне в 1543 г.
- Алябьев Дмитрий — дьяк, воевода в Новгороде-Великом в 1600 г.
- Алябьев Григорий Андреевич — воевода в Путивле в 1622 г., в Вязьме в 1624 г.. в Пелыме в 1627 г., посол в Нидерландах в 1631 г., воевода в Стародубе в 1633 г., московский дворянин в 1627 г.
- Алябьевы: Фёдор Андреевич и Пётр Дмитриевич — московские дворяне в 1627—1640 г.
- Алябьев Степан Григорьевич — московский дворянин в 1629 г., стольник в 1640 г.
- Алябьев Федор Андреевич — воевода в Галиче в 1633 г., в Ельце в 1638—1640 г., в Уфе в 1645—1647 г., первый судья в каменном приказе с 1648—1651 г.
- Алябьев Иван Иванович — воевода в Терках с 1649—1651 г., потом стольник царя Алексея Михайловича[3].
- Алябьев Иван Яковлевич — стряпчий в 1682 г., стольник в 1686—1692 г.

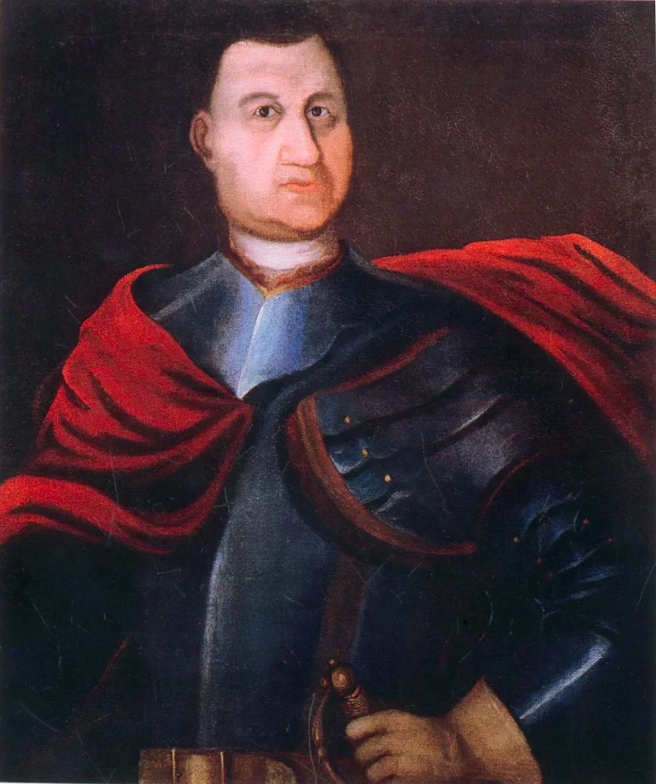
А. И. Алябьев, портрет 1741 г.

- А. И. Алябьев, портрет 1741 г.Алябьевы Афанасий Иванович и Семен Никитич — стольники Петра I[4][5].
- Алябьев, Андрей Семёнович (? — 1620) — нижегородский воевода, деятель Смутного времени.
- Алябьев, Александр Васильевич (1746—1822) — действительный тайный советник, президент Берг-коллегии
- Алябьев, Александр Александрович (1787—1851) — русский композитор.

## Описание герба
В щите, имеющем красное поле, изображена серебряная стрела, летящая в левую сторону, между двух серебряных же стрел переломленных, и под ними видны три реки: большая, средняя и малая.
Щит увенчан обыкновенным дворянским шлемом с дворянскою на нём короною, и тремя страусовыми перьями. Намёт на щите голубого и красного цвета, подложенный серебром.
Герб рода Алябьевых внесён в Часть 2 Общего гербовника дворянских родов Всероссийской империи, стр. 70.